# Olomouci járás

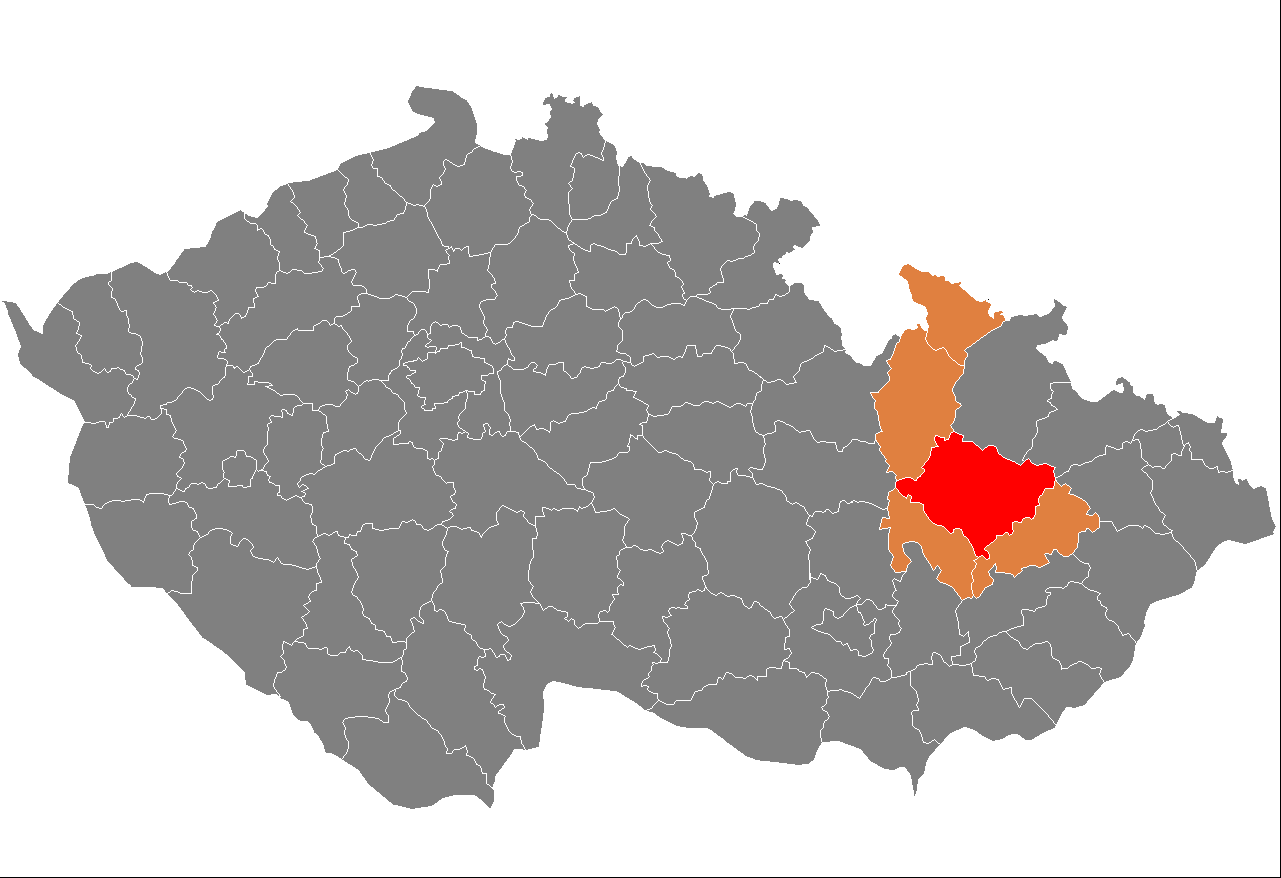
Az Olomouci járás

Az Olomouci járás (csehül: Okres Olomouc) közigazgatási egység Csehország Olomouci kerületében. Székhelye Olomouc. Lakosainak száma 234 608 fő (2009). Területe 1620,28 km².

## Városai, mezővárosai és községei
A városok félkövér, a mezővárosok dőlt, a községek álló betűkkel szerepelnek a felsorolásban.
Babice •
Bělkovice-Lašťany •
Bílá Lhota •
Bílsko •
Blatec •
Bohuňovice •
Bouzov •
Bukovany •
Bystročice •
Bystrovany •
Červenka •
Charváty •
Cholina •
Daskabát •
Dlouhá Loučka •
Dolany •
Doloplazy •
Domašov nad Bystřicí •
Domašov u Šternberka •
Drahanovice •
Dub nad Moravou •
Dubčany •
Grygov •
Haňovice •
Hlásnice •
Hlubočky •
Hlušovice •
Hněvotín •
Hnojice •
Horka nad Moravou •
Horní Loděnice •
Hraničné Petrovice •
Huzová •
Jívová •
Komárov •
Kozlov •
Kožušany-Tážaly •
Krčmaň •
Křelov-Břuchotín •
Libavá •
Liboš •
Lipina •
Lipinka •
Litovel •
Loučany •
Loučka •
Luběnice •
Luká •
Lutín •
Lužice •
Majetín •
Medlov •
Měrotín •
Město Libavá •
Mladeč •
Mladějovice •
Moravský Beroun •
Mrsklesy •
Mutkov •
Náklo •
Náměšť na Hané •
Norberčany •
Nová Hradečná •
Olbramice •
Olomouc •
Paseka •
Pňovice •
Přáslavice •
Příkazy •
Řídeč •
Samotišky •
Senice na Hané •
Senička •
Skrbeň •
Slatinice •
Slavětín •
Štarnov •
Štěpánov •
Šternberk •
Střeň •
Strukov •
Suchonice •
Šumvald •
Svésedlice •
Těšetice •
Tovéř •
Troubelice •
Tršice •
Újezd •
Uničov •
Ústín •
Velká Bystřice •
Velký Týnec •
Velký Újezd •
Věrovany •
Vilémov •
Želechovice •
Žerotín

## Fordítás
- Ez a szócikk részben vagy egészben  az   Olomouc District című angol Wikipédia-szócikk ezen változatának fordításán alapul.  Az eredeti cikk szerkesztőit annak laptörténete sorolja fel. Ez a jelzés csupán a megfogalmazás eredetét és a szerzői jogokat jelzi, nem szolgál a cikkben szereplő információk forrásmegjelöléseként.
- Ez a szócikk részben vagy egészben  az   Okres Olomouc című cseh Wikipédia-szócikk ezen változatának fordításán alapul.  Az eredeti cikk szerkesztőit annak laptörténete sorolja fel. Ez a jelzés csupán a megfogalmazás eredetét és a szerzői jogokat jelzi, nem szolgál a cikkben szereplő információk forrásmegjelöléseként.